# Эгершельд, Густав Христофорович
Гу́став Христофо́рович Эгерше́льд (Егершёльд, швед. Gustaf Magnus Leonard Jägerskiöld, 4 июня 1831, Чимиту, Великое княжество Финляндское — 3 февраля 1871, Мейланс, Гельсингфорс) — исследователь залива Петра Великого, капитан второго ранга.

## Биография
Родился в родовом имении Шёлакс (швед. Sjölax) на острове Чимиту на юго-западе Великого княжества Финляндского. Родители — Кристер Людвиг Егершёльд и Хедвиг Густава Кристина Таубе.
Поступил Морской кадетский корпус в Санкт-Петербурге, в 1848 года произведён в мичманы. Свою флотскую биографию Эгершельд начал со службы на различных судах Балтийского флота, где выполнял гидрографические работы. В 1854-55 года участвовал в обороне крепости Свеаборг от англо-французской эскадры. В 1854 году произведён в лейтенанты и назначен старшим офицером на корвет «Гридень», отправляющийся на Дальний Восток. 3 сентября 1859 года, в связи с переводом командира корвета к новому месту службы, был назначен командиром. 5 августа 1860 года корвет прибыл во Владивосток и провёл в бухте Золотой Рог почти год.
В 1860—1861 годах корвет «Гридень» под командованием Эгершельда зимовал в бухте Золотой Рог, занимаясь охотой и снабжением постов на побережье Южно-Уссурийского края. Экипаж корабля построил на северном берегу бухты казарму, офицерский флигель, вывел стены мастерской и кузницы, оборудовал шлюпочную пристань с краном. С наступлением зимы Эгершельд начал описание бухты Золотой Рог. Он распределил участки между своими помощниками. Работы в Золотом Роге он поручил своему старшему офицеру А. К. Деливрону, а в проливе Босфор Восточный — старшему штурману П. Ф. Чуркину. Результатом этих исследований, в том числе и промера со льда, стала первая рукописная карта пролива Босфор Восточный и бухты Золотой Рог.
В феврале 1861 года вступил в командование клипером «Стрелок», на котором возвратился в Кронштадт. В 1862 году за отличие по службе Эгершельд произведён в капитан-лейтенанты.
В 1863—1870 годах состоял офицером для особых поручений по морской части при командовании войсками Финляндского военного округа.
В 1865 году купил у Григория Кушелева-Безбородко усадьбу Мейланс недалеко от Хельсингфорса, где и жил до самой смерти.
В 1871 году после тяжёлой болезни он скончался. Похоронен на кладбище Хиетаниеми.

## Семья
Был женат на дочери барона Эдуарда Рамзая фрейлине Юханне Фредерике Августе Рамзай.
Дети:
- Августа Вильгельмина Густава Дагмар (1865—1866) — умерла на первом году жизни
- Аксель Кристер Эдвард Леонард[швед.] (1867—1945) — шведский зоолог

## Память
В честь Эгершельда назван мыс полуострова Шкота в бухте Золотой Рог (мыс обследован в 1860—1861 гг. экипажем корвета «Гридень», название мысу присвоено не позже 1862 г.), станция железной дороги во Владивостоке, а также мель у мыса Клерка в заливе Петра Великого, которая была открыта в 1860 году.
В честь Г. Х. Эгершельда также назван полуостров Эгершельда в Заливе Петра Великого.